# Pseudocalamobius strandi
Pseudocalamobius strandi là một loài bọ cánh cứng trong họ Cerambycidae. Loài này được Breuning miêu tả khoa học lần đầu tiên năm 1940.